# Stokes Hill
Stokes Hill är en kulle i Antarktis. Den ligger i Västantarktis. Argentina, Chile och Storbritannien gör anspråk på området. Toppen på Stokes Hill är 270 meter över havet.
Terrängen runt Stokes Hill är varierad. Havet är nära Stokes Hill västerut. Trakten är obefolkad. Det finns inga samhällen i närheten. 